# Népliget (quartier)
Népliget est un quartier situé dans le 10e arrondissement de Budapest. 